# Басиров Валерій Магафурович
Валерій Магафурович Басиров (нар. 11 вересня 1947, Сама Івдельського району Свердловської області (РФ) — український і кримськотатарський журналіст, головний редактор кількох періодичних видань, поет, видавець.

## Життєпис
Батько  — татарин, мати  — полька українського походження.
1976 року закінчив Літературний інститут ім. О. М. Горького.
Редагував газети м. Нетішина («Энергостроитель», 1981—1983), м. Славути («Трудівник Полісся», 1983—1990) та м. Хмельницького («Вільне слово», 1990—1992).
Засновник і редактор газет «РІО», «РІО-2», «Акція» (1990—1992). Засновник експериментальних видавничих об'єднань «Вісник» (1989), "Прес-центр «Пульс» (1990), Хмельницького експериментального видавничого добровільного об'єднання «АЗіЯ» (1992), засновник і директор видавництва «ДОЛЯ» (1997—2007), директор Всеукраїнського державного багатопрофільного видавництва «Таврія» (2007).
1991 року заснував приватний історико-краєзнавчий і літературно-мистецький журнал «Доля», у 2001 — журнал для дітей «Йылдызчыкъ-Зірочка» (крмтат. і укр. мови).
З 1988 року займається книговидавничою справою. Видав понад 2000 видань професійних літераторів та літераторів-початківців загальним накладом біля трьох мільйона книг. Збірка віршів «Нечаянная оттепель» у 1989 році була видана за 48 годин і стала найшвидшою книгою, що пройшла шлях від друкарні до книготорговельної мережі, у тодішньому СРСР.
Член Національних Спілок журналістів (1971) та письменників (1990—2005) України. У 2005 році за незгоду з діями тодішнього керівництва НСПУ, пов'язанними із переслідуванням письменників та махінаціями з майном Спілки, виключений зі Спілки НСПУ тодіщним її головою Володимиром Яворівським. Ім'я реабілітовано у 2012 році. Тоді ж поновлено у спілці НСПУ.
З 2014 року очолив спілку письменників Криму.
З розв'язанням збройної російської агресії в Україні зайняв публічну антиукраїнську громадську позицію та розпочав антиукраїнську діяльність. Брав особисту участь у так званому «кримському референдумі», неодноразово та публічно висловлювався на підтримку незаконної анексії українського півострова, агресивних дій Росії на території України, засуджував Революцію гідності, проведення АТО/ООС тощо.

## Творчість
Автор багатьох книжок поезії, прози, численних перекладів, літературно-критичних, публіцистичних та мистецтвознавчих публікацій.
Збірки віршів:
- «Тепло земли» (1988);
- «Нечаянная оттепель» (1989);
- «Симбиоз» (1995);
- «Виток» (1995):
- «Этап» (1995);
- «Забытая нежность» (1997);
- «Дыхание ранней росы» (1997, 2004);
- «Ропот одиночества» (2003);
- «Светла моя печаль… — Къайгъым айдын…» (2008);
- «Шумит и пенится Салгир…» (2009);
- «Вересневий блюз» (2010);

## Відзнаки
Лауреат Хмельницьких обласних премій ім. Якова Гальчевського «За подвижництво у державотворенні» та ім. Володимира Булаєнка "За книгу поезій «Виток»(1996), ім. Івана Іова (2007), премії Ради міністрів Автономної Республіки Крим «За створення багатонаціонального видавництва „ДОЛЯ“ та випуск в світ 500 книг російською, українською та кримськотатарською мовами» (2001), премії Міжнародного співтовариства письменницьких спілок ім. Володимира Даля «За книги останніх років» (2006). Лауреат Міжнародної літературної премії імені Тараса Шевченка (2011), лауреат премії Межнародної співдружності письменницьких спілок ім. Григорія Сковороди (2012), лауреат Міжнародної літературної премії имені Арсенія Тарковського «За вагомий творчий та благочинний внесок у розвиток російської поезії України» (2012), лауреат II Міжнародного конкурсу перекладів тюркомовних поетів «Ак Торна» (2012, Уфа).
2010 року видавництво «ДОЛЯ», яке очолює В. Басиров, отримало статус-нагороду «Підприємство 2010 року» з відповідним свідоцтвом лідера економіки України, а В. Басиров — сертифікат «Керівник 2010 року».
За вагомий внесок у розвиток м. Славута Хмельницька обл.) награждений знаком «За заслуги перед славутчанами» (2012). Рішенням № 22-51/2020 від 15 травня 2020 року, за антиукраїнську діяльність, Славутська міська рада вирішила позбавити відзнаки Славутської міської ради «За заслуги перед славутчанами» колабораціоніста Басирова Валерія Магафуровича.
За заслуги у відродженні духовності в Україні Київський Патріархат Української Православної Церкви нагородив Орденом Святого Рівноапостольного князя Володимира Великого III ступеня (2007).
Член ГО «Українська технологічна академія» (академік) з 2012 року. Нагороджений відзнаками ГО:
- срібний ювілейний орден — за заслуги у розвитку науки, освіти, промисловості та мистецтва (2008)
- звання «Лідер України» з врученням ордена Срібна Зірка — за вагомий внесок у розбудову держави та відзначення особистих заслуг у галузі мистецтва та літератури (2011)
- орден «Золота зірка слави» (2012)

Засновник об'єднання письменників Кримська літературна академія, її «академік» (2006).